# Battaglia di Emsdorf
La battaglia di Emsdorf venne combattuta il 16 luglio 1760 nei pressi del villaggio di Emsdorf in Germania (oggi parte della città di Kirchhain) nell'ambito degli eventi della guerra dei sette anni; la battaglia vide affrontarsi un'armata di truppe francesi, comandata dal generale Christian von Glaubitz, e una forza alleata di truppe del Regno di Gran Bretagna, dell'Elettorato di Hannover e del Langraviato d'Assia-Kassel agli ordini del principe ereditario Federico d'Assia-Kassel.
La forza anglo-tedesca al comando del principe Ferdinando era stata inviata a compiere un'incursione contro le linee di comunicazione francesi e i magazzini di rifornimento allestiti nei dintorni di Marburgo; gli anglo-tedeschi colsero quindi di sorpresa una piccola forza francese accampata nei pressi del villaggio di Emsdorf: nel corso di un duro scontro in mezzo ai boschi, il contingente francese fu completamente annientato lasciando molti prigionieri in mano agli anglo-tedeschi.

## Antefatti
L'iniziale successo ottenuto dal Regno di Francia con l'invasione dell'Hannover nel giugno 1757 fu spazzato via a seguito delle disfatte patite dai francesi ad opera dei prussiani del re Federico II di Prussia nella battaglia di Roßbach il 5 novembre 1757 e degli anglo-hannoveriani del principe Ferdinando di Brunswick-Wolfenbüttel nella battaglia di Krefeld il 23 giugno 1758. Negli anni successivi, le opposte forze presero quindi ad affrontarsi nella regione compresa tra i fiumi Reno e Weser: i francesi godevano di una schiacciante superiorità numerica, ma l'assenza di un comando unificato causava disunione e scarso coordinamento favorendo così le controffensive delle forze alleate anglo-tedesche del principe Ferdinando.
Un'offensiva francese sferrata nel corso del 1759 dalle armate dei marescialli Louis Georges Érasme de Contades e Victor-François de Broglie portò alla vittoria nella battaglia di Bergen il 13 aprile e alla caduta in mani francesi di diverse piazzeforti come Wesel e Minden; il contrattacco delle forze di Ferdinando si concluse però con una grande vittoria per gli anglo-tedeschi nella battaglia di Minden il 1º agosto 1759, e ancora una volta i francesi furono costretti a ripiegare in direzione del Reno.
Per il 1760 i francesi, ora sotto il comando unificato di de Broglie, progettarono di aggirare il fianco destro degli anglo-tedeschi separandoli dalle loro basi in Vestfalia: in considerevole superiorità numerica (130 000 uomini contro i 66 000 di Ferdinando), all'inizio di luglio l'armata di de Broglie si mise quindi in marcia verso nord dai suoi acquartieramenti a Gießen e, dopo aver posto l'assedio alla fortezza di Marburgo, diresse alla volta del corso del fiume Eder passandolo a Frankenberg; il 10 luglio i francesi inflissero una sconfitta alle truppe anglo-tedesche del principe Carlo Guglielmo Ferdinando di Brunswick-Wolfenbüttel nella battaglia di Korbach, e proseguirono verso nord alla volta del fiume Diemel.
Il grosso delle forze di Ferdinando era rimasto attestato a sud di Kassel, e il principe decise di distaccare una piccola forza per compiere un raid ai danni dei magazzini di rifornimento francesi allestiti nei dintorni di Marburgo: l'intenzione era quella di indurre de Broglie a interrompere la sua marcia verso nord e a ripiegare per parare la minaccia alle sue linee di comunicazione.

## La battaglia
Il contingente distaccato dall'armata di Ferdinando consisteva in sei battaglioni di fanteria dell'Hannover e dell'Assia-Kassel, un contingente di jäger e cavalleria irregolare tedesca e il 15th Light Dragoons, un reggimento di dragoni britannici formato da poco e alla sua prima esperienza bellica; gli anglo-tedeschi ammontavano a circa 3 000 uomini ed erano comandati da principe ereditario Federico d'Assia-Kassel.
Dopo aver radunato le sue truppe a Fritzlar, il principe Ferdinando diresse su Marburgo raggiungendo il villaggio di Speckswinkel (oggi parte del circondario di Neustadt) il 16 luglio; qui i suoi ricognitori lo informarono che poco più avanti, a sud del villaggio di Emsdorf, si trovava accampato un contingente di truppe francesi: questa era una forza di circa 3 000 uomini agli ordini del generale Christian von Glaubitz, composta da cinque battaglioni di mercenari tedeschi della Baviera e dell'Anhalt e un reggimento di ussari ungheresi. Il principe stesso condusse una ricognizione verso le postazioni nemiche, scoprendo che i francesi, ignari della presenza delle truppe anglo-tedesche, erano del tutto rilassati e si stavano accingendo a consumare il pranzo.
Il principe Ferdinando condusse quindi la sua fanteria in una marcia di aggiramento delle posizioni nemiche, sbucando inaspettatamente dai boschi per dare loro battaglia attaccandoli dal retro; Glaubitz condusse i suoi uomini al contrattacco, ma poco dopo l'inizio dello scontro tra le opposte fanterie il 15th Light Dragoon aggirò i francesi e li tagliò fuori dai loro depositi a Marburgo. Glaubitz interruppe lo scontro con i fanti di Ferdinando e cercò di ritirarsi verso sud, abbandonando diversi cannoni a causa del terreno boscoso attraversato; una volta sbucati dagli alberi nei pressi del villaggio di Plausdorf i francesi furono però caricati frontalmente dai dragoni britannici, che presero numerosi prigionieri.
Le unità di Glaubitz tentarono nuovamente di ripiegare verso sud, e in mezzo ai boschi si svilupparono alcuni pesanti scontri tra francesi e britannici con perdite da ambo i lati; i dragoni britannici riuscirono a raggrupparsi e a lanciare una nuova carica, inducendo infine Glaubitz ad arrendersi insieme a gran parte dei suoi uomini.

## Conseguenze
Lo scontro di Emsdorf aveva portato all'annientamento quasi completo della forza di Glaubitz: i francesi riportarono circa 1 000 tra morti e feriti e più di 1 600 prigionieri, oltre alla perdita di cinque cannoni e nove bandiere. Di contro, gli anglo-tedeschi avevano perso solo 186 uomini tra morti e feriti; il solo 15th Light Dragoons riportò 126 tra morti e feriti (tra cui sei soldati stroncati dalle alte temperature registrate durante la giornata) oltre alla perdita di 168 cavalli.
Nonostante il successo riportato a Emsdorf, il principe Ferdinando scoprì che le postazioni francesi a Marburgo erano troppo munite e in stato di allerta per poter essere attaccate con successo; la forza anglo-tedesca si ritirò quindi verso nord per ricongiungersi all'armata principale. Benché strategicamente insignificante, la battaglia di Emsdorf colpì molto l'opinione pubblica dell'epoca: il 15th Light Dragoon fu acclamato per il suo comportamento nello scontro, e come ricompensa onorifica il reggimento ricevette il permesso di incidere il nome "Emsdorf" sui suoi elmetti (il primo esempio di onore di battaglia registrato nell'Esercito britannico).